# 亨克爾 He 274
亨克尔He 274 轰炸机是第二次世界大战时期纳粹德国研制造的一款高空四發重型轰炸机，是由He 177A-4經過重新分開為兩種設計型號(He 177-B是洲際轟炸機、He 177H是平流層中程重型轟炸機)，其中後者而進化成為四引擎平流層中程重型轟炸機，性能和載彈量比起以往轟炸機較為優秀。由于战局的变化以及研发进度延后，加上德國元首希特勒對恩斯特·亨克爾存在意見分歧之下，導致整體研製計劃押後，该型轰炸机并未实际投产并装备德军。原型机也被丢弃于法国的工厂中。该机型最终在战后由法国接手，并作为高空研究與試驗飛行平台。

## 研发历程
1939年11月，恩斯特•亨克爾博士曾經提出有8架He 177變身為四引擎重型轟炸機，選用獨特四台容克斯Jumo 211引擎作為主要動力系統，可是帝國航空部堅持拒絕而認為對上述方案導致飛行性能未能達標，維修和保養帶來浮現問題。因此下令恩斯特•亨克爾博士研製擁有超過2,000匹馬力等級引擎，以大機身與機翼雙引擎，運載6,000公斤炸彈和更多自衛火力的高空高速重型轟炸機，並同時具備有俯衝轟炸機的戰鬥機特性，可是亨克爾博士認為增加俯衝轟炸機的戰鬥機特性非常困難而強烈反對。
直到1941年10月，亨克爾博士開始在He 177 A-4重新更改設計(He 177 H)，由雙引擎變成四引擎飛機，運載4,000公斤炸彈，削減自衛火力和設置氣壓駕駛艙，動力系統原定計劃以BMW 801引擎或DB 603引擎或容克斯Jumo 213引擎，這項改動計劃第一次帝國航空部得到接納建議方案，少數納粹德國空軍軍官感到對上述改動方案很有趣和滿意，包括德國空軍元首戈林在內，可是德國元首希特勒完全對該項目方案冷淡而大力反對。
1942年5月，弗賴爾·馮·蓋布倫茨將軍提出請求，要求飛機適用於(美國轟炸機計劃)，與此同時，埃德哈德·米爾奇將軍也收到了馮·蓋布倫茨對He 177及其高空型研製的意見。可是亨克爾博士認為必要開發另一種適用於(He 177 B)戰略轟炸機來滿足德國空軍軍官須求。
直至1943年2月，亨克爾博士將He 177分拆為遠程型(He 177 B)和高空型(He 177 H)，同時將上述兩種型號更新為He 277與He 274。由於亨克爾飛機製造廠趕忙生產He 219和研製各種新型軍機，所以將前者搬遷至維也納的同屬公司廠房進行研製，後者搬遷至法國的法曼兄弟飛機公司廠房進行研製。
當中後者以He 177 H更改為平流層中程高空轟炸機，設置氣密駕駛艙，動力為四台DB 603引擎(附有渦輪增壓器，1,850匹馬力)，機身和機翼加大尺寸，而機身尾部選用類似He 219的雙尾翼，防彈燃料箱、防彈裝甲和防彈玻璃都要優先實施安裝，乘員只是四至六名，全部在駕駛艙，武器為五挺13毫米MG 131 機關槍(兩設置於機身上部FDL 131Z的遙控槍塔，兩挺設置於機身下部FDL 131Z的遙控槍塔，單挺設置於前方)，運載4,000公斤炸彈。
由於防彈燃料箱內附設防火物料，令機內燃料容量略微減少，加上運載4,000公斤炸彈時影響最遠航程，所以機翼底部再增設副助燃料箱掛架來裝上300升或900升副助燃料箱來保持最遠距離航程。
原本預定1944年內完成He 274試驗機，由於同盟國發起登陸諾曼第作戰，兩架He 274試驗機還未完成，可是亨克爾廠商員工要被迫撒離工廠，同時炸毀兩架He 274試驗機，最後同盟國陸軍佔領該廠房，兩架He 274試驗機中有一架安然無恙，之後在戰爭結束時開始修復兩架He 274試驗機，直至1945年12月，第一架He 274試驗機成功試驗飛行，1947年12月，第二架He 274試驗機用於攜帶寄生機試驗飛行，最後在1953年兩架He 274試驗機解體。

## 基本資料(性能)
- 乘員：4至6人（駕駛+副駕駛+水平投彈手+兩名機槍手）
- 機長：23.80米
- 翼展：44.19米
- 機高：5.5米
- 空重：21,300公斤
- 最重：38,000公斤
- 機翼面積：177平方米
- 發動機：4具DB 603引擎（附設渦輪增壓器，1，850匹馬力）
- 最快速度：580公里/小時（高度為11,000米時）
- 航程：2,550至4,500公里
- 升限：14,300米
- 武裝：5挺13毫米口徑MG 131重機槍(單挺設置於機身擋風玻璃、兩挺設置於上方FDL 131Z動力炮塔、兩挺設置於機身下方FDL 131Z動力炮塔、運載4,000公斤炸彈